# シング・ジャパン―心の歌―
『シング・ジャパン ― 心の歌 ―』(シング・ジャパン こころのうた )は、「海上自衛隊東京音楽隊（指揮： 樋口好雄）川上良司 三宅由佳莉」のCDアルバム。2017年10月25日にユニバーサル ミュージック合同会社から発売された。

## 概要
日本の歌曲を取り上げている今作は、吹奏楽団である海上自衛隊東京音楽隊の演奏に、川上良司１等海曹と三宅由佳莉３等海曹の歌がフィーチャーされた「歌と吹奏楽」の新アレンジ、新録音のアルバム（SHM-CD仕様）で、“海上自衛隊東京音楽隊、三宅由佳莉”の名義でリリースされた。
ボーカリスト三宅を全面的にフィーチャーしたアルバムとしては、2013年発売の『祈り～未来への歌声』、2015年『希望～Songs for Tomorrow』に続く3枚目となる。世代を超えて愛される日本人の心の歌や永く愛され国民的な歌となったヒット歌謡、童謡等を多数収録。三宅は今まで歌ったことのない『いい日旅立ち』や『秋桜（コスモス）』といった低い音域の曲にも挑戦している。

## 収録内容
1. 初恋[6]
  - 作詞：石川啄木／作曲：越谷達之助／編曲：伊藤康英
2. リンゴの唄
  - 作詞：サトウ ハチロー／作曲：万城目正／編曲：挾間美帆
3. 悲しくなったときは
  - 作詞：寺山修司／作曲：中田喜直／編曲：伊藤康英
4. いつでも夢を
  - 作詞：佐伯孝夫／作曲：吉田 正／編曲：義野裕明
5. ゆりかごのうた
  - 作詞：北原白秋／作曲：草川 信／編曲：福島弘和
6. ビューティフル・ネーム[映像 1]
  - 作詞：奈良橋陽子・伊藤アキラ／作曲：タケカワユキヒデ／編曲：挾間美帆
7. 涙そうそう
  - 作詞：森山良子／作曲：BEGIN／編曲：義野裕明
8. 海と涙と私と
  - 作詞：やなせたかし／作曲：木下牧子／編曲：福島弘和
9. 四季の歌
  - 作詞・作曲：荒木とよひさ／編曲：川上良司
10. ちいさい秋みつけた
  - 作詞：サトウ ハチロー／作曲：中田喜直／編曲：田中英暢
11. 川の流れのように
  - 作詞：秋元 康／作曲：見岳 章／編曲：義野裕明　オリジナル歌手： 美空ひばり
12. 秋桜（コスモス）[映像 2]
  - 作詞・作曲：さだまさし／編曲：福島弘和
13. 赤とんぼ
  - 作詞：三木露風／作曲：山田耕筰／編曲：伊藤康英
14. いい日旅立ち
  - 作詞・作曲：谷村新司／編曲：挾間美帆

<クレジット>
- 演奏：海上自衛隊東京音楽隊
- 指揮：樋口好雄（東京音楽隊長 2等海佐）
- 歌唱
  - 川上良司（1等海曹）[ヴォーカル 4. 9 ]
  - 三宅由佳莉（3等海曹）[ソプラノ/ヴォーカル]
    - soprano：track-1, 3, 8, 10, 11, 13 / vocal：track-2, 4-7, 9, 12, 14

[出典：]

### 映像
1. ↑  “海上自衛隊東京音楽隊、三宅由佳莉 - 「ビューティフル・ネーム」 ～ アルバム『シング・ジャパン - 心の歌- 』より - YouTube”. www.youtube.com. 2021年2月1日閲覧。
2. ↑  “海上自衛隊東京音楽隊、三宅由佳莉 - 秋桜（コスモス） ～ アルバム『シング・ジャパン - 心の歌- 』より - YouTube”. www.youtube.com. 2021年2月1日閲覧。

### 公式サイト
- 海上自衛隊東京音楽隊> ディスコグラフィー
- UNIVERSAL MUSIC JAPAN> 海上自衛隊東京音楽隊 三宅 由佳莉